# 1917
Évszázadok: 19. század – 20. század – 21. század
Évtizedek: 1860-as évek – 1870-es évek – 1880-as évek – 1890-es évek – 1900-as évek – 1910-es évek – 1920-as évek – 1930-as évek – 1940-es évek – 1950-es évek – 1960-as évek
Évek: 1912 – 1913 – 1914 – 1915 –  1916 – 1917 – 1918 – 1919 – 1920 – 1921 – 1922

## Események

### Január
- január 4. – II. Miklós orosz cár felhatalmazza a cseh és szlovák tiszteket, hogy orosz zászló alatt harcoljanak nemzetükért.[1]
- január 9. – A német koronatanács – engedve a politikai és katonai nyomásnak – Theobald von Bethmann-Hollweg kancellár ellenében ismét engedélyezi a korlátlan tengeralattjáró-háború folytatását.[2]
- január 12. – Az antant válasza a wilsoni felhívásra.
- január 13. – Ciureai vonatkatasztrófa
- január 17. – Önkéntes cseh katonai alakulat szerveződik Olaszországban.[1]
- január 21. – Woodrow Wilson amerikai elnök kijelenti a szenátusban, hogy az I. világháborút lezáró béke egyik feltétele az önálló, független Lengyelország visszaállítása.[3]
- január 22. – Wilson beszéde a szenátusban a Népszövetség megalakításáról.
- január 31. – Németország és Ausztria-Magyarország bejelentik a korlátlan tengeralattjáró-háborút.

### Február
- február 1. – A Reichstag többsége megszavazza a korlátlan tengeralattjáró-háború folytatását.[2]
- február 3. – Az Amerikai Egyesült Államok megszakítja diplomáciai kapcsolatait Németországgal.
- február 11. – Zauditu etióp császárnőt Addisz Abebában Etiópia császárává koronázzák.

### Március
- március 5. – A központi hatalmak aláírják az előzetes békeszerződést Romániával.

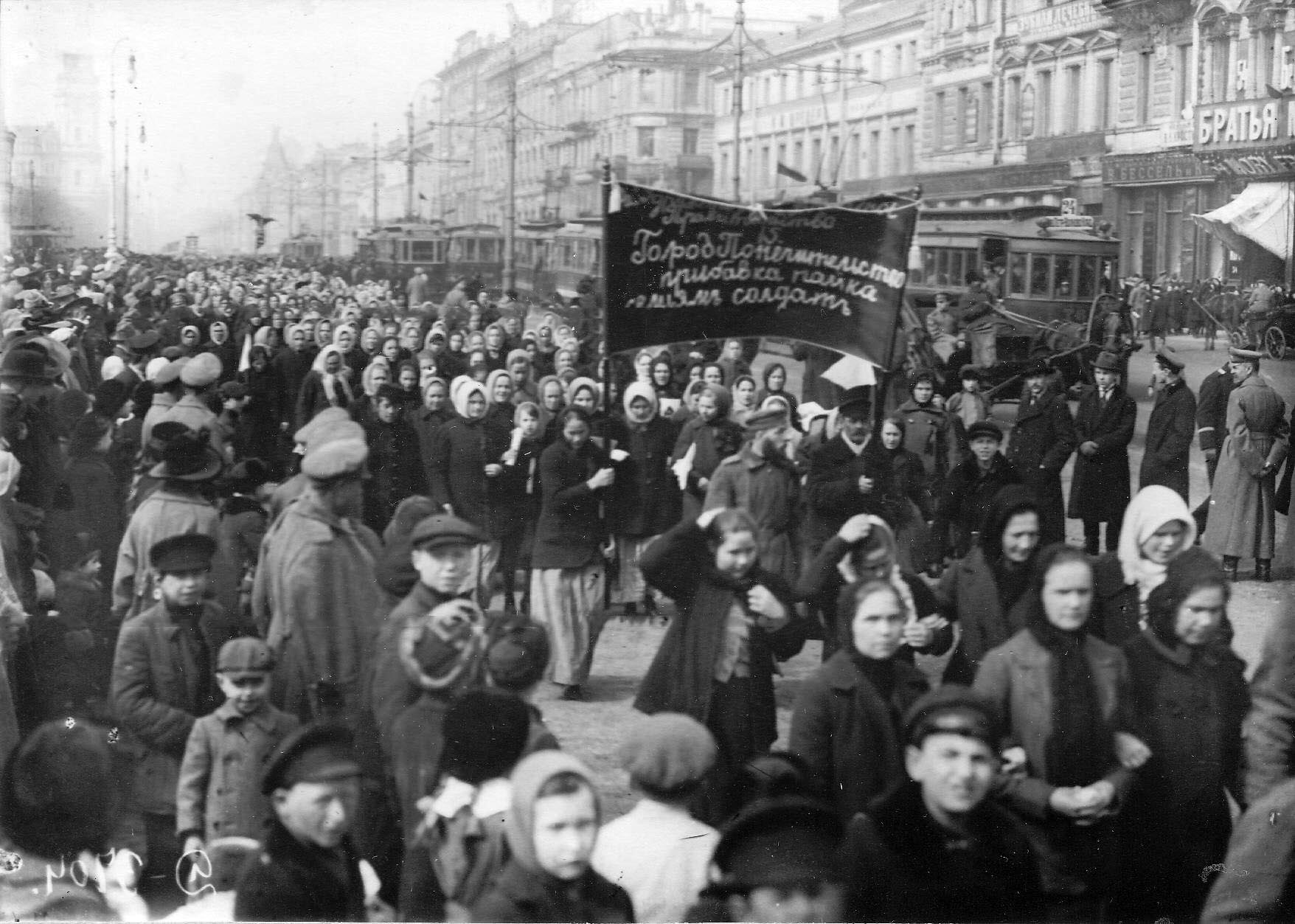
Nők tüntetése Oroszországban kenyérért és a békéért

- március 8. – Nők tüntetése Oroszországban kenyérért és a békéért.
- március 9. – A horvát sabor (parlament) kinyilvánítja lojalitását a Habsburg-ház iránt, de különálló, egységes délszláv államot kíván a Monarchián belül.[4]
- március 12. (Julián naptár szerint február 27.) – Oroszországban kitör a februári forradalom.[5]
- március 14. – A munkás- és katonaküldöttek petrográdi szovjetje nyilatkozatot tesz közzé a lengyel kérdésben, és „A lengyel nemzethez” c. deklarációban elismerik, hogy Lengyelországnak „joga van a teljes függetlenséghez”.[6]
- március 15. (Julián naptár szerint március 2.) – II. Miklós cár lemond a trónról.[5]
- március 24. – Az ideiglenes orosz kormány jóváhagyja az oroszországi csehszlovák légiók szabályzatát.[1]
- március 30. – A cári uralom megdöntése után hatalomra került ideiglenes kormány Oroszországban bejelenti Lengyelország visszaállítását, de a részletek kidolgozását a később összeülő alkotmányozó nemzetgyűlésre bízza.[7]

### Április
- április 2. – Thomas Woodrow Wilson amerikai elnök elmondja nagy hatású beszédét a kongresszusban. (Beszédében hangsúlyozza, hogy „az igazság sokkal fontosabb, mint a béke”, és hogy világszerte biztonságra van szükség a demokráciához.)[8]
- április 6. – Az Egyesült Államok belép a világháborúba az antant oldalán. (A meggyőző többségű kongresszusi szavazás után hivatalosan is hadat üzentek Németországnak, az Osztrák–Magyar Monarchiának viszont csak decemberben.)[8]
- április 9. – Az antantcsapatok meghiúsult támadása Arras-nál. (Április 12-én Champagne-Ardenne-ben, április 16-án az Aisne folyónál.)
- április 17. – A német titkosszolgálat segítségével – átutazva Németországon és Svédországon, a híres „leplombált vagonban” – Lenin megérkezik Pétervárra, ahol azonnal erőszakos hadjáratot indít az Ideiglenes Kormány, valamint a mensevik és eszer többségű pétervári munkástanács (szovjet) ellen.[9]
- április 26. – A morvaországi Prostějovban a katonaság fegyverrel oszlatja szét nyolcezer ruhagyári munkás éhségtüntetését. (28 halott, több mint 40 sebesült maradt a helyszínen.)[1]

### Május
- május 12.
  - A 10. isonzói csata kezdete.[10] (A harcok egészen június 5-éig húzódnak el.)[11]
  - Az orosz Duma a háború folytatása mellett dönt.
- május 15.
  - A harmadik otrantói csata, melyet Horthy Miklós sorhajókapitány vezet az antant-féle tengerzár felszámolására. (Ez az összecsapás volt az adriai háború legjelentősebb ütközete.)[12]
  - A francia főparancsnok Pétain, a vezérkari főnök Foch tábornok lesz.
- május 16. – Rott Nándort nevezik ki a veszprémi püspöki székbe.[13]
- május 21. – Tűzvész Gyöngyösön.
- május 23. – Tisza István miniszterelnök lemondása.[14]
- május 30.
  - Újra megnyílik a bécsi Reichsrat, az osztrák parlament. (A cseh Szövetség ún. államjogi deklarációt nyújt be, követelve a cseh országrészek autonómiáját és Szlovákia Csehországgal való egyesülését.)[1]
  - A Jugoszláv Klub – a bécsi parlament délszláv képviselői –  követeli az Osztrák–Magyar Monarchia délszláv területeinek egyesítését egy jugoszláv állam keretében.[15]

### Június
- június 6. – Károlyi Mihály elnökletével megalakul a Választójogi Blokk.[16]
- június 11. – Az antant ultimátumának hatására Konstantin görög király emigrációba vonul, de formálisan nem mond le; a trónon Sándor herceg követi.[15]
- június 14. – Németországban – Theobald von Bethmann-Hollweg kancellárt váltva – Georg Michaelis alakít kormányt.[17]
- június 15. – Megalakul az Esterházy-kormány.[18]
- június 26. – Megérkeznek Európába az első amerikai katonák, végleg eldöntve az I. világháború kimenetelét.
- június 27. – Görögországban megalakul Elefthériosz Venizélosz antantbarát kormánya.[15]
- június 29.
  - Mihalovich Antal kerül a horvát báni székbe.[19]
  - A görög kormány megszakítja a diplomáciai kapcsolatokat Németországgal, az Osztrák–Magyar Monarchiával, Bulgáriával és az Oszmán Birodalommal.[15]

### Július
- július 1. – A Kerenszkij-offenzíva.
- július 2.
  - Az oroszországi csehszlovák brigád Zborównál győztes ütközetet vív a központi hatalmak alakulataival.[1]
  - Görögország belép az első világháborúba.[15]
  - Józef Piłsudski kilép a lengyel államtanácsból, mivel nem teljesítették a nagyobb függetlenséget célzó lengyel követeléseket. (Piłsudskit a németek letartóztatják és Magdeburgba szállítják, ahol 1918. november elejéig fogságban tartják.)[6]
- július 12. – Rott Nándor Veszprém megerősített püspöke.[13]
- július 19. – A Reichstag határozata a megegyezéses békéről.
- július 20. – A korfui nyilatkozat. (A deklaráció – melyet Nikola Pašić szerb miniszterelnök, valamint a Jugoszláv Bizottság nevében Ante Trumbić horvát politikus ír alá – a későbbi Jugoszlávia alapjainak megvetése.)[4]
- július 21. – Cseh és szlovák vezető politikusok megbeszélése Bécsben Csehország és Szlovákia egyesülésének előkészítéséről.[1]
- július 22. – Lvov herceg miniszterelnök lemond, utóda Kerenszkij, Kornyilov a hadsereg főparancsnoka.

### Augusztus
- augusztus 3. – Lázadás a német hadiflottánál.
- augusztus 3. – Elkezdődik az ojtozi csata.[20]
- augusztus 11. – A korfui deklarációhoz csatlakozik a montenegrói Egyesülési Bizottság is.[4]
- augusztus 15. – A svájci Lausanne-ban Roman Dmowski vezetésével megalakul a Lengyel Nemzeti Bizottság (röviddel később Párizsba teszi át székhelyét), melyet az antanthatalmak is elismernek az új Lengyelország politikai képviseleteként.[6]
- augusztus 17. – A francia kormány és a Csehszlovák Nemzeti Tanács (CSNT) megállapodásának értelmében a franciaországi csehszlovák katonai alakulatok legfőbb parancsnokságát a CSNT-re ruházzák.[1]
- augusztus 18.
  - A 11. isonzói csata kezdete. (A harcok egészen szeptember 12-éig elhúzódnak.)[11]
  - Esterházy Móric gróf átszervezi kormányát. (Személyi csere a király személye körüli miniszteri, az igazságügy-miniszteri és a horvát–dalmát–szlavón tárca nélküli miniszteri székben, míg új elemként megjelenik két új tárca nélküli miniszteri poszt, a népjóléti és munkaügyi, valamint a választójogügyi.)[18]
- augusztus 20. – Esterházy Móric miniszterelnök lemond, utóda Wekerle Sándor.
- augusztus 23. – Hivatalba lép a harmadik Wekerle-kormány.[18]

### Szeptember
- szeptember 3. – A németek elfoglalják Oroszország balti-tengeri kikötővárosát, Rigát.[2]
- szeptember 12. – A német császár közzéteszi „Az államhatalom a Lengyel Királyságban” c. pátensét, ami az ideiglenes lengyel államtanács feloszlatását eredményezi. (Régenstanácsot hoznak létre német felügyelet alatt, mely tagjai Aleksander Kakowski varsói érsek, Zdzisław Lubomirski herceg és Józef Ostrowski.)[6]
- szeptember 14. – Oroszországot köztársasággá nyilvánítják.
- szeptember 17. – Walther Schwieger, az RMS Lusitaniát megtorpedózó U–20-as tengeralattjáró korábbi parancsnoka hullámsírba merül az U–88-assal együtt.[21]

### Október
- október 4. – Olaszország engedélyezi, hogy a csehszlovák hadifoglyokból M. R. Štefánik irányításával munkásosztagokat állítsanak fel.[1]
- október 9. – Az orosz kormány jóváhagyja az első önálló oroszországi csehszlovák hadtest létrehozását.[1]
- október 24. – Megindul a tizenkettedik isonzói csata. (A Monarchia csapatai – november 4-én – német támogatással Caporettonál, az Isonzó mentén áttörik az olasz frontot.)

### November
- november 1. – Georg von Hertling német kancellár megalakítja kormányát.[17]
- november 2.
  - A Balfour-nyilatkozat nyilvánossá tétele, melyben a brit kormány támogatja zsidó nemzeti otthon létrehozását Palesztinában.[22]
  - A „Nyilatkozat Oroszország népeinek jogairól” c. dokumentum Lengyelország számára is kihirdeti az önrendelkezési jogot.[6]
- november 7.(A julianus-naptár szerint október 25.) – Bolsevik hatalomátvétel Oroszországban,[9] Trockij bejelenti az ideiglenes kormány megdöntését. [23]
- november 8.(A julianus-naptár szerint október 26.) – Lenin elnökletével megalakul a Népbiztosok Tanácsa.[24]
- november 13. – Georges Clemenceau az új francia miniszterelnök.
- november 19. – Befejeződik a caporettói áttörés, Németország és az Osztrák–Magyar Monarchia csapatai áttörik az olasz frontvonalat és megindulnak Olaszország belseje felé.
- november 21. – Lenin rendelettel eltörli az orosz bíróságokat, ügyvédi kart és az ügyvédi foglalkozást.[25]
- november 21. – A régenstanács megalakítja az első lengyel kormányt, elnökévé Jan Kucharzewskit nevezi ki.[6]
- november 23. – A budapesti Egyetemi templomban Csernoch János hercegprímás felszenteli Rott Nándort veszprémi megyés püspökké.[13]
- november 30. – Rott Nándort veszprémi megyés püspök elfoglalja székét.[13]

### December
- december 5. – A központi hatalmak és Oroszország Breszt-Litovszkban a keleti frontra érvényes tíznapos tűzszünetet kötnek, majd december 15-én meghosszabbítják.[26]
- december 6.
  - Finnország kikiáltja – Oroszországtól való – függetlenségét.[27]
  - Halifaxi robbanás
- december 7.
  - Az Egyesült Államok hadat üzen a Monarchiának.[8]
  - Szovjet-Oroszországban létrehozzák az Összoroszországi Rendkívüli Bizottságot, közkeletű nevén a Csekát. (A szervezet célja „az ellenforradalom és a szabotázs elleni harc” volt.)[28]
- december 9.
  - Románia fegyverszünetet köt a központi hatalmakkal.[26]
  - A Császári és Királyi Haditengerészet az addigi legnagyobb hajóveszteségét szenvedi el, mikor a Piave-frontot ágyúik tüzével támogató Wien és Budapest elavult partvédő páncélosokat két olasz torpedóvető motorcsónak (Mas) megtámadja. (A Budapestet elvétették, viszont a Wien öt perc alatt elmerült, és legénységéből 45-en vesztették életüket.)[12]
- december 19. – A francia kormány dekrétumot ad ki a franciaországi csehszlovák hadsereg elismeréséről.[1]
- december 20. – Lenin létrehozza az Ellenforradalom, Spekuláció és Szabotázs Elleni Harc Rendkívüli Bizottságát, a Csekát Feliksz Dzerzsinszkij vezetésével, amely később GPU, NKVD és KGB néven működött tovább. (Ez volt a kormány elsődleges eszközének, a tömeges terrornak a szervezete.)[9]
- december 31. (Julián naptár szerint december 18.) – Szovjet-Oroszország elismeri Finnország függetlenségét.[24]

### Határozatlan dátumú események
- október vége – Tomáš Garrigue Masaryk Jászvásárra utazik, hogy személyesen győződjék meg a románok katonai, politikai helyzetéről, a csehszlovák légiók romániai bevetésének lehetőségéről.[1]
- november – Károlyi Mihály Svájcban antant-diplomatákkal tárgyal.[16]
- az év folyamán – Mexikóban életbe lép az új alkotmány. (Az 1917-es alkotmány az elnöknek csak egyetlen hatéves mandátumot engedélyez.)[29]

## Az év témái

### 1917 a filmművészetben
- Bemutatkozik a Technicolor, a Kinemacolor utáni színesfilm-eljárás. Az első film ami Technicolor eljárással készült, a The Gulf Between volt.
- A Triangle beleolvad a Paramount Picturesbe
- december 18. – A német filmgyártók létrehozzák az UFA-t, az Universal Film AG-t. Az Ufa titkos célja a német politika propagandisztikus támogatása.
- Cleopatra – főszereplő Theda Bara
- Easy Street – főszereplő Charlie Chaplin
- Great Expectations – főszereplő Jack Pickford
- Joan the Woman – főszereplő Geraldine Farrar; rendező Cecil B. DeMille
- Teddy at the Throttle, a Keystone komédia Gloria Swansonnal.
- Békeffi László – A föld rabjai
- Balogh Béla – Az obsitos, A Pál utcai fiúk, A Koldusgróf
- Fekete Mihály – A vén bakancsos és fia, a huszár[30]
- Korda Sándor – Szent Péter esernyője, A gólyakalifa

### 1917 az irodalomban
- június 4. – a Pulitzer-díj első átadása

### 1917 a sportban
- Az MTK nyeri a hadibajnokságként megrendezett NB 1-et. Ez a klub ötödik bajnoki címe.

### 1917 a tudományban
- szeptember 3. – Felix d'Hérelle, a párizsi Pasteur intézet kutatója bejelenti a bakteriofágok felfedezését.

### 1917 a zenében
- október – Bartók Béla befejezi II. vonósnégyesét
- Bartók: Román népi táncok – nagyzenekari átirat

## Születések
- január 1. – Jule Gregory Charney meteorológus († 1981)
- január 2. – Vera Zorina táncosnő, színésznő († 2003)
- január 7. – Maróti Mihály botanikus († 2009)
- január 19. – Maros Rudolf zeneszerző († 1982)
- január 24. – Ernest Borgnine Oscar-díjas amerikai színész († 2012)
- január 31. – Jermy Tibor agrozoológus, entomológus, ökológus, az MTA tagja († 2014)
- február 6. – Gábor Zsazsa Golden Globe-díjas magyar színésznő († 2016)
- február 27. – Devecseri Gábor író, költő, műfordító († 1971)
- március 17. – Marton Endre rendező, színigazgató († 1992)
- március 31. – Müller Antal római katolikus pap, érseki tanácsos († 1991)
- április 25. – Ella Fitzgerald, amerikai jazzénekesnő († 1996)
- május 23. – Edward Norton Lorenz, meteorológus, a káoszelmélet egyik megalkotója († 2008)
- május 26. – Szörényi Éva Kossuth-díjas magyar színésznő († 2009)
- május 29. – John F. Kennedy USA 35. elnöke († 1963)
- június 6. – Dr. ifj. Tildy Zoltán fotóművész, természetfotós, Tildy Zoltán lelkész (későbbi köztársasági elnök) és Gyenis Erzsébet írónő fia († 1994)
- június 14. – Kónya Albert fizikus, az MTA tagja, 1956–1957-ben Magyarország oktatásügyi, illetve művelődésügyi minisztere († 1988)
- június 26. – Pavel Alekszandrovics Szolovjov szovjet repülőmérnök († 1996)
- július 27. – Simor János magyar közgazdász, építésügyi szakpolitikus († 1985)
- augusztus 21. – Leonid Hurwicz orosz-amerikai közgazdász aki megosztva kapta a 2007-es Közgazdasági Nobel-emlékdíjat Eric Maskinnal és Roger Myersonnal († 2008)
- augusztus 22. – John Lee Hooker amerikai blueszenész († 2001)
- augusztus 23. – André Waterkeyn belga építész, az Atomium tervezője († 2005)
- szeptember 2. – Turczel Lajos irodalomtörténész, a csehszlovákiai magyar irodalom kutatója († 2007)
- szeptember 4. – Maléter Pál katonatiszt, az 1956-os forradalom honvédelmi minisztere († 1958)
- szeptember 12. – Kolbenheyer Tibor geofizikus, asztrofizikus, az MTA tagja († 1993)
- szeptember 13. – Németh Imre olimpiai bajnok kalapácsvető († 1989)
- október 5. – Szabó Magda Kossuth-díjas írónő († 2007)
- október 10. – Thelonious Monk amerikai jazz-zongorista és -zeneszerző († 1982)
- október 14. – Babus Jolán tanár, néprajzkutató († 1967)
- október 15. – Fábri Zoltán háromszoros Kossuth-díjas magyar filmrendező († 1994)
- október 22. – Joan Fontaine, Oscar-díjas amerikai színésznő († 2013)
- október 30. – Dobozy Imre Kossuth-díjas magyar író († 1982)
- november 11. – Csikós Rózsi, magyar színésznő († 1992)
- november 19. – Indira Gandhi indiai politikus asszony († 1984)
- december 21. – Heinrich Böll német író († 1985)

## Halálozások
- január 2. – Edward Burnett Tylor antropológus (* 1832)
- január 10. – Madarász Viktor festőművész (* 1830)
- február 8. – Déchy Mór magyar utazó, geográfus, földrajzi felfedező, a Kaukázus egyik első kutatója (* 1851)
- március 8. – Ferdinand von Zeppelin, a merev kormányozható léghajó kifejlesztője (* 1838)
- március 18. – Ferenczy Károly festőművész (* 1862)
- április 15. – Murkovics János szlovén tanár író, az első Gaj-betűs vend nyelvű könyv alkotója (* 1839)
- április 17. – Lazar Markovics Zamenhof lengyel optikus, filológus és az eszperantó nyelv megalkotója (* 1859)
- április 24. – Tömörkény István író (* 1866)
- május 23. – III. Ranavalona madagaszkári királynő Algírban (* 1861)
- június 25. – Gyóni Géza költő (* 1884)
- augusztus 28. – Calistrat Hogaș román író (* 1847)
- szeptember 11. – Téry Ödön, a magyar turistamozgalom egyik alapítója (* 1856)
- szeptember 27. – Edgar Degas francia festőművész (* 1834)
- október 15. – Mata Hari táncosnő, kém (* 1876)
- november 2. – Holló Barnabás szobrászművész (* 1865)
- november 17. – Auguste Rodin francia szobrász (* 1840)
- december 8. – Mendele Moykher Sforim orosz származású író (* 1836)
- december 17. – Georges Demenÿ magyar származású francia fiziológus, a filmezés egyik úttörője (* 1850)
- december 19. – Tangl Ferenc fiziológus, humán és állatorvos (* 1866)
- Szontagh Erzsébet, a Csetneki csipke egyik létrehozója (* 1856)

## Nobel-díjasok
- A Nobel-díjat a svéd Alfred Nobel alapította, 1901 óta adják át, melyet a Svéd Királyi Tudományos Akadémia ítél oda a tudomány, az irodalom és humanitárius területen kimagasló eredményt elért magánszemélyeknek, illetve intézményeknek.

| Fizikai            | Charles Glover Barkla angol fizikus                 |
| Kémiai             | nem adták ki                                        |
| Orvosi-fiziológiai | nem adták ki                                        |
| Irodalmi           | Karl Adolph Gjellerup, Henrik Pontoppidan, dán írók |
| Béke               | Nemzetközi Vöröskereszt szervezete                  |